# Alice chez le grand couturier
Alice chez le grand couturier  (titre original : The Twin Dilemma, littéralement : Le dilemme des jumeaux) est le soixante-troisième roman de la série américaine Alice (Nancy Drew en VO) écrit par Caroline Quine, nom de plume collectif de plusieurs auteurs. L'auteur de ce roman est Nancy Axelrad. 
Aux États-Unis, le roman a été publié pour la première fois en 1981 par Grosset & Dunlap, New York. En France, il a paru pour la première fois en 1986 chez Hachette Jeunesse dans la collection « Bibliothèque verte ».

## Résumé
Remarque : le résumé est basé sur l'édition cartonnée non abrégée parue en 1986 en langue française.
À New York où elle vit, Cécile Roy, la tante d'Alice, s'occupe de l'organisation d'un gala de bienfaisance qui comprendra un défilé de haute couture. Le mannequin-vedette Jacqueline Henri ayant disparu, Cécile Roy demande à sa nièce de la remplacer au défilé. 
Mais les vêtements créés pour l'occasion par le célèbre couturier Reese ont été volés. Et voici que Bess reconnaît Jacqueline Henri dans un taxi...

## Personnages

### Personnages récurrents
- Alice Roy : dix-huit ans, blonde, fille de l'avoué James Roy, orpheline de mère.
- James Roy : avocat[2] de renom, père d'Alice Roy, veuf.
- Bess Taylor : jeune fille blonde et rondelette, une des meilleures amies d'Alice.
- Marion Webb : jeune fille brune et sportive, cousine germaine de Bess Taylor et une des meilleures amies d'Alice.
- Sarah : la fidèle gouvernante des Roy, qui a élevé Alice à la mort de sa mère.

### Personnages spécifiques à ce roman
- Cécile Roy, tante d'Alice, sœur de James Roy.
- Jacqueline Henri, un mannequin célèbre.
- Ted Henri, frère de Jacqueline, journaliste.
- Richard Reese, couturier célèbre.
- Chris Chavez, photographe célèbre.
- Rosalind, la modéliste congédiée par Richard Reese.
- Peter Grover, malfaiteur.
- Alan Grover, frère de Peter Grover.
- Russell Kaiser.
- Frank Vanderverr, malfaiteur.
- Woody Haskins, malfaiteur.

## Éditions françaises
- 1986 : Hachette, collection Bibliothèque verte[3], cartonné (français, version originale). Illustré par Philippe Daure. Texte français de Lisa Rosenbaum. 20 chapitres. 188 pages.
- 1989 : Hachette, collection Bibliothèque verte no 461, souple (français, version originale). Illustré par Philippe Daure. Texte français de Lisa Rosenbaum.
- 2001 : Hachette, collection Bibliothèque verte[4], souple (français, version originale). Illustré par Philippe Daure. Texte français de Lisa Rosenbaum. 20 chapitres. 189 pages.
- 2008 : Hachette, collection Bibliothèque verte, souple (français, version originale). Illustré par Marguerite Sauvage. Texte français de Lisa Rosenbaum.